# 馬利蘭號戰艦
馬利蘭號戰艦（USS Maryland BB-46）是一艘隸屬於美國海軍的戰艦，為科羅拉多級戰艦的二號艦。她是美軍第三艘以馬利蘭州為名的軍艦。
馬利蘭號在1917年於紐波特紐斯造船廠建造，於1920年下水，在1921年服役。接著馬利蘭號以訓練為主，並參與多次艦隊解難演習（Fleet Problems）。1941年日本海軍偷襲珍珠港，馬利蘭號亦在港內遭受攻擊，但由於停泊在旁的奧克拉荷馬號戰艦擋去所有魚雷，故此受損相對輕微。偷襲後馬利蘭號返回美國維修，並順道作現代化改裝。1942年馬利蘭號返回前線作戰，並先後參與吉爾伯特及馬紹爾群島戰事、馬里亞納群島及帛琉戰事及雷伊泰灣海戰。海戰結束後馬利蘭號遭到神風特攻隊自殺飛機攻擊受創，一度要撤走維修。及後馬利蘭號參與沖繩戰役，並協助盟軍在日本投降後佔領當地，然後返國待命。1947年馬利蘭號退役，並在1959年除籍出售拆解。
而鑑於馬利蘭號在珍珠港襲擊至二戰結束期間參與多次戰鬥以及每次受傷都能勉強執行任務的各種佳績表現，馬利蘭號也被許多人稱為好鬥的瑪麗
馬利蘭號在二戰共獲得七枚戰鬥之星。